# Ernest Molier
Ernest Molier (Le Mans, 1850 – Parigi, 1933) è stato un direttore artistico, cavallerizzo e circense francese.

## Biografia
Ernest Molier nacque a Le Mans nel 1850, figlio di un tesoriere e di un magistrato.
Fu un cavallerizzo d'alta scuola, e nel 1879, fondò a Parigi il Circo Molier, denominato il "Circo degli Aristocratici", dedicato agli appassionati dell'equitazione, presentando nel suo programma, dal 1880 fino alla sua morte, anche spettacoli ed esibizioni di ginnastica, danza, pantomime, realizzati, nelle serate ad invito, dall'aristocrazia francese (conte De La Rochefoucauld, duca De Crussol, ecc).
Successivamente le serate ad invito consentirono a personalità di ogni professione, dagli attori ai giornalisti, di esibirsi pubblicamente dimostrando le proprie abilità, come giocolieri, clown, ecc. La particolarità di questo circo fu che sia gli artisti sia il pubblico facevano parte della nobiltà e dell'alta borghesia, il circo di Molier diventò così un luogo frequentato dalla buona società.
Tra i personaggi che si avvicinarono al Circo Molier per mostrare le proprie capacità si ricorda Mata Hari nelle vesti di cavallerizza, che però fu consigliata da Molier a proseguire l'attività di danzatrice.
Molier aveva l'abitudine di intrattenere il pubblico, tra un numero e l'altro, con discorsi riguardanti l'intelligenza degli animali, dalle formiche alle scimmie, citando spesso il filosofo e scrittore Michel de Montaigne, che nel suo saggio Della crudeltà deplorò, la barbarie della caccia, esprimendo la sua compassione nei confronti degli animali innocenti e senza difese verso i quali, anziché esercitare una «sovranità immaginaria», l'uomo dovrebbe riconoscere un dovere di rispetto.
Grazie alle sue capacità di cavallerizzo, Molier venne nominato direttore artistico dell'ippodromo Clichy alla sua apertura, nel 1900.
La moglie di Ernest Molier, Bianca Allarty, ideò e presentò il "trapezio a cavallo" e l'alta scuola con i cammelli.
Ernest Molier si dimostrò molto attivo anche nella letteratura, pubblicando numerosi libri, tra i quali si possono menzionare nel 1925 L'équitation et l'athlétisme, Le cirque e Le cheval et l'équitation.

## Pubblicazioni
- Cirque Molier : 1880-1904 (1904);
- L'équitation et le cheval (1911);
- L'équitation et l'athlétisme (1925);
- Le cirque e Le cheval et l'équitation (1925).